# Secessionismo nell'Australia Occidentale

Bandiera dei Dominion di Westralia come proposta nel 1934

Il secessionismo nell'Australia Occidentale è un elemento della discussione politica nello Stato dell'Australia Occidentale sin dai tempi del primo insediamento europeo nel 1829.
L'idea di un auto-governo o di una secessione è stata spesso discussa attraverso articoli sui giornali locali, e in un certo numero di occasioni è stato oggetto di dibatti pubblici, come per il referendum di stato del 1933. In vari momenti sono stati fondate organizzazioni o movimenti per mobilitare l'opinione pubblica.
I fautori della secessione ritengono che il governo federale con sede a Canberra favorisca gli affari e gli interessi dei centri più popolosi. L'Australia Occidentale sarebbe uno "stato Cenerentola", che contribuisce al bilancio federale con più di quanto riceva; inoltre sarebbe discriminata dagli stati più popolosi.
Nella moderna economia l'Australia Occidentale è lo Stato con il più alto prodotto interno lordo in termini pro capite. Nel 2010-2011 il PIL pro capite era di 89.858 dollari americani rispetto alla media australiana di 58.811 dollari americani.